# Neuweiler

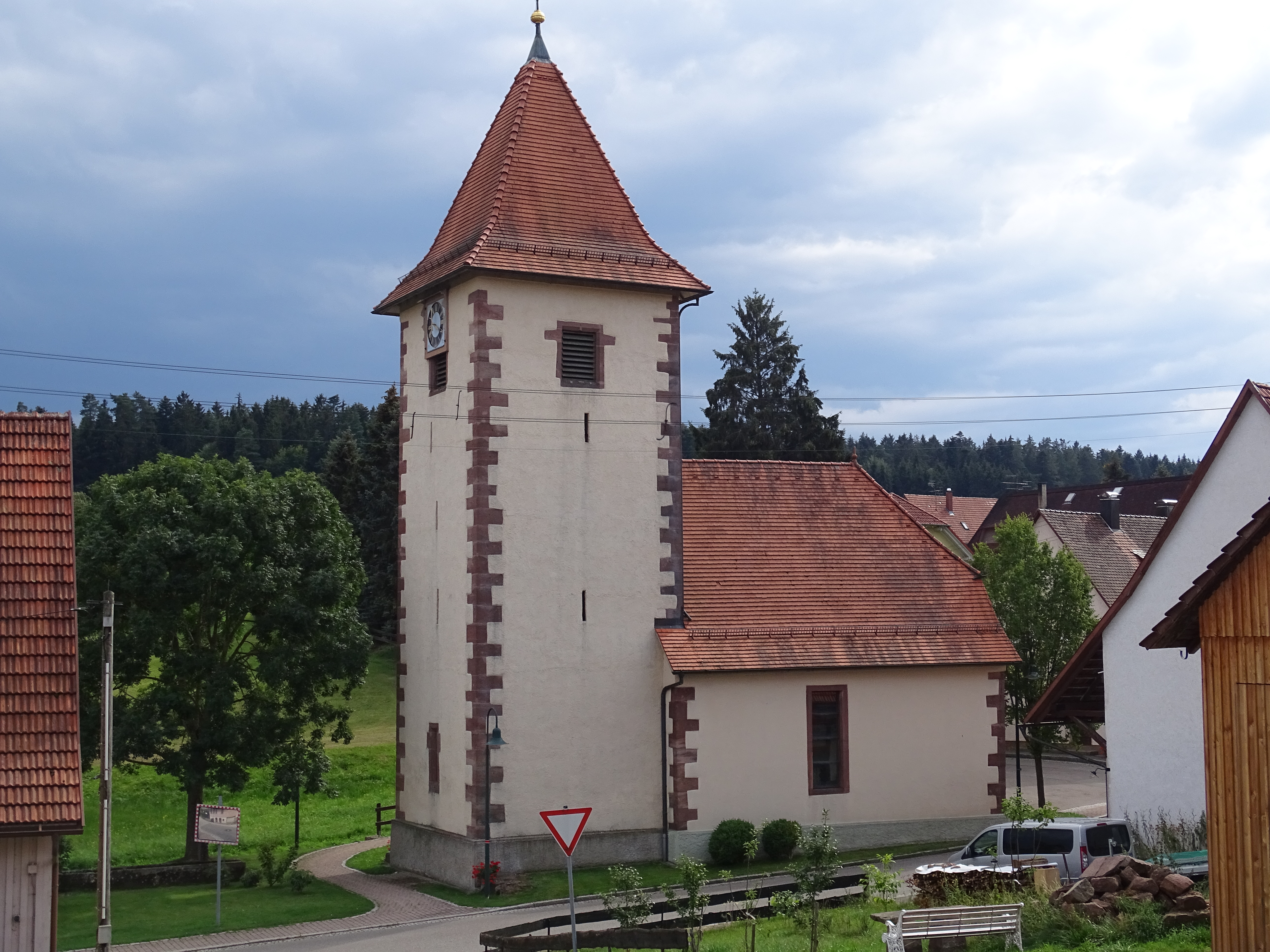
Kirche Oberkollwangen

Neuweiler ist eine Gemeinde des Landkreises Calw in Baden-Württemberg. Sie gehört zur Region Nordschwarzwald.

## Geografie

### Geografische Lage
Die Gemeinde liegt auf einer ausgedehnten Hochfläche im nördlichen Schwarzwald zwischen den Flüssen Nagold und Enz, der Enz-Nagold-Platte. Das Gemeindegebiet, das sich zwischen 438 und 766 Meter Höhe erstreckt, ist Teil des Naturparks Schwarzwald Mitte/Nord. Jede der Siedlungen der Gemeinde ist von dichten Wäldern umgeben, die fast 80 % der Gemeindefläche ausmachen. Im Ortsteil Neuweiler entspringt in einem kleinen Naturschutzgebiet die Teinach, ein Nebenfluss der Nagold.

### Nachbargemeinden
Nachbarorte von Neuweiler sind (im Uhrzeigersinn, beginnend im Norden): Bad Wildbad, Oberreichenbach, Bad Teinach-Zavelstein, Neubulach, Altensteig und Simmersfeld, die alle zum Landkreis Calw gehören. Mit Bad Teinach-Zavelstein und Neubulach ist Neuweiler im Zusammenhang mit der Gebietsreform in Baden-Württemberg 1975 einen vom Gesetzgeber verfügten Gemeindeverwaltungsverband eingegangen und bildet mit den beiden Städten den Gemeindeverwaltungsverband Teinachtal.

### Gemeindegliederung
Die Gemeinde Neuweiler setzt sich aus sieben Ortsteilen zusammen. Es sind dies die Teilorte Hofstett und Neuweiler der vor 1974 bestehenden Gemeinde Neuweiler sowie weitere fünf Teilorte, die aus bis 1974 eigenständigen Gemeinden hervorgingen. Dies sind Agenbach (staatlich anerkannter Erholungsort), Breitenberg, Gaugenwald, Oberkollwangen und Zwerenberg (staatlich anerkannter Erholungsort). Jeder der sieben Teilorte entsendet Vertreter in den Gemeinderat.
- Zur ehemaligen Gemeinde Agenbach gehören das Dorf Agenbach und der Weiler Agenbacher Sägemühle an der Bundesstraße 294.
- Zur ehemaligen Gemeinde Breitenberg gehören die Siedlung Breitenberg, das Gehöft Dachshof und die Weiler Glasmühle und Weikenmühle.
- Zur ehemaligen Gemeinde Gaugenwald gehören das Dorf Gaugenwald und die Häuser am Grenzweg am Ortsrand von Zwerenberg im Gewann Aisbach.
- Zur Gemeinde Neuweiler in den Grenzen von 1974 gehören die Dörfer Neuweiler und Hofstett, zudem gehörten zum Amt Neuweiler bis 1850 auch die sogenannten Bergorte Aichelberg, Hünerberg, Meistern, Rehmühle und Kälbermühle. Ab 1850 erreichten die Bergorte als Gemeinde Bergorte die Selbständigkeit. Im Jahre 1974 wurden diese im Rahmen der Gemeindegebietsreform zu Bad Wildbad eingemeindet.
- Zu den ehemaligen Gemeinden Oberkollwangen und Zwerenberg gehören jeweils nur die gleichnamigen Dörfer.[3]

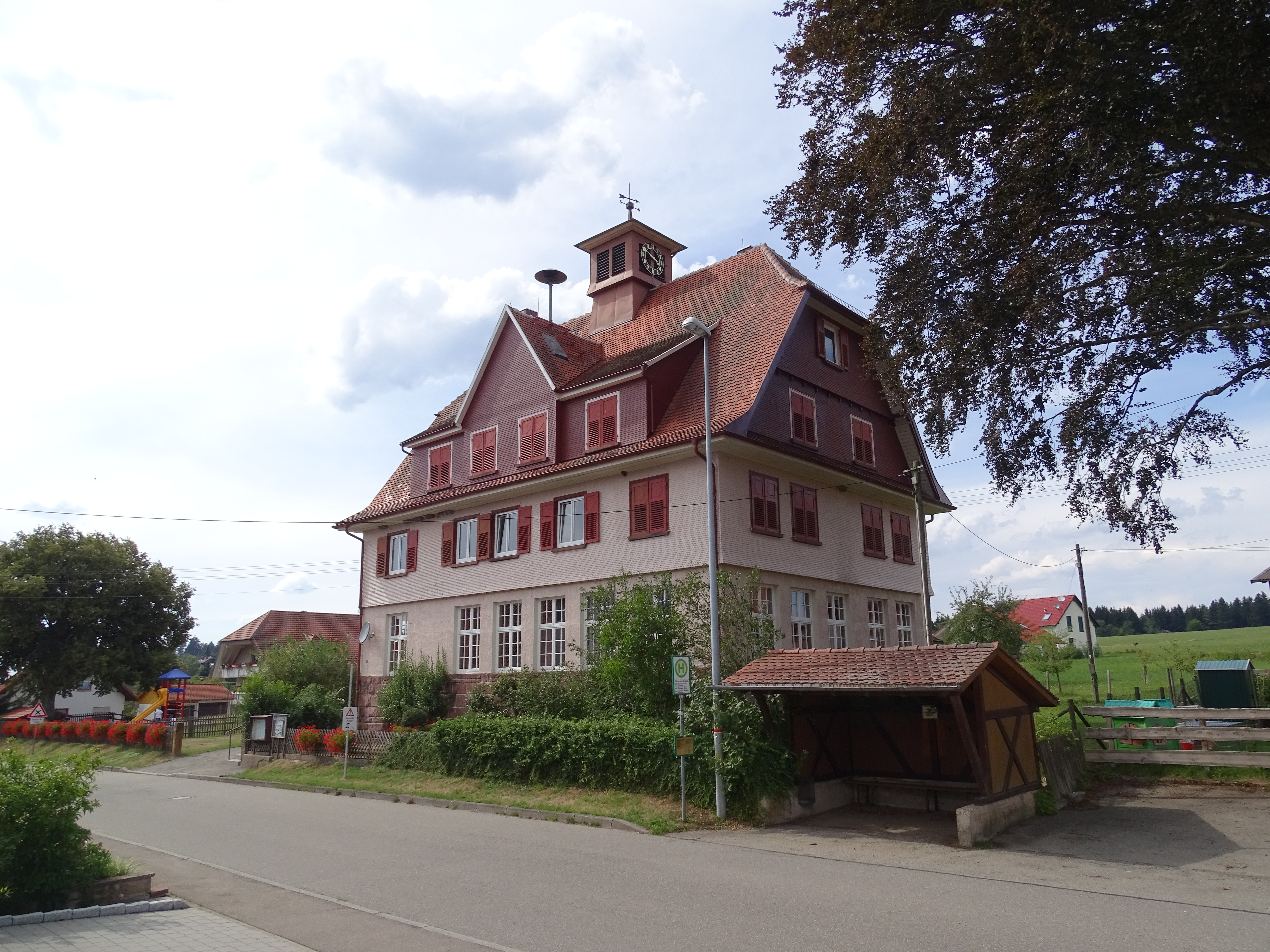
Schulgebäude in Agenbach
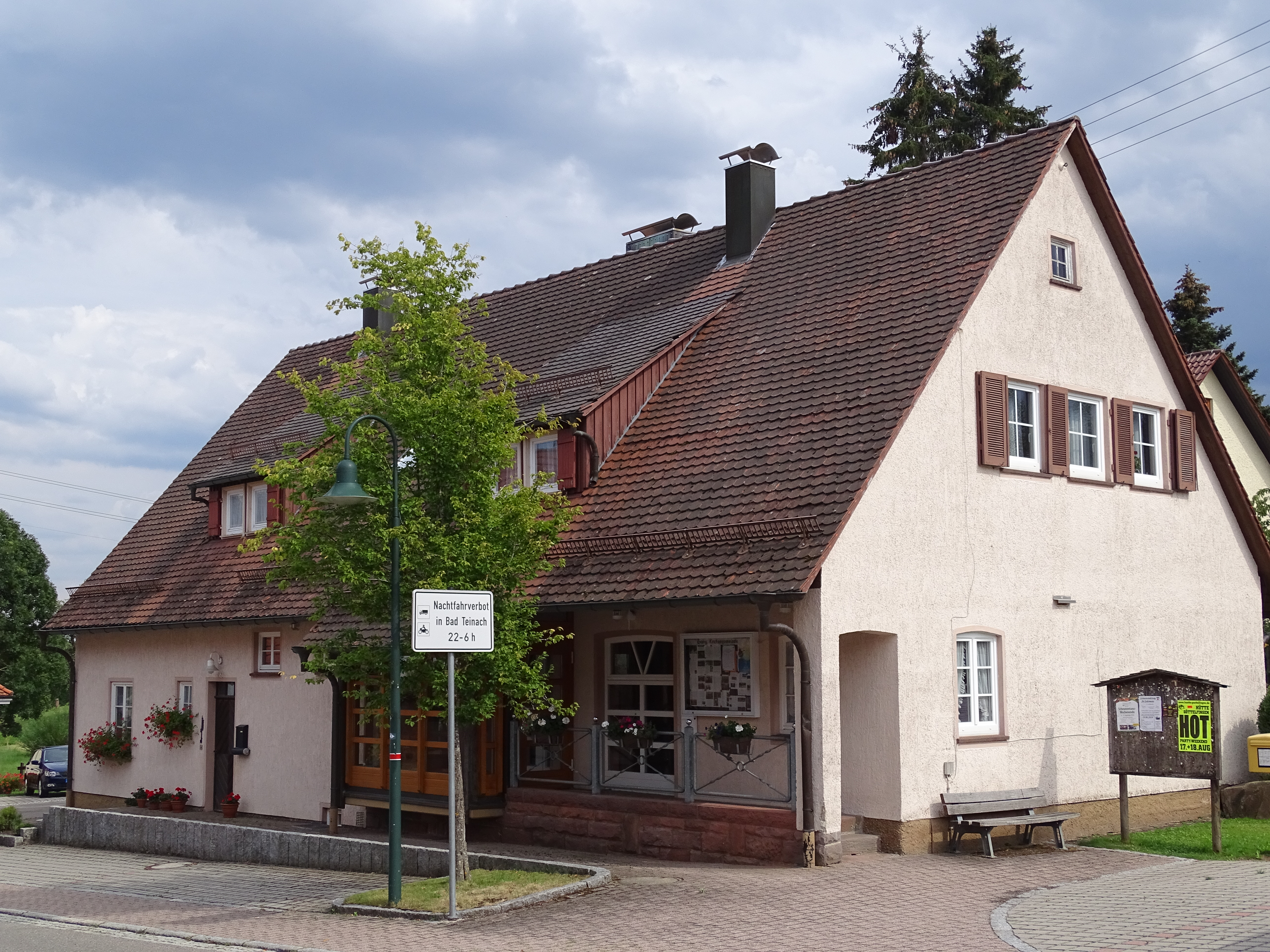
Evangelisches Gemeindehaus, Teinachstraße Nr. 2, Oberkollwangen
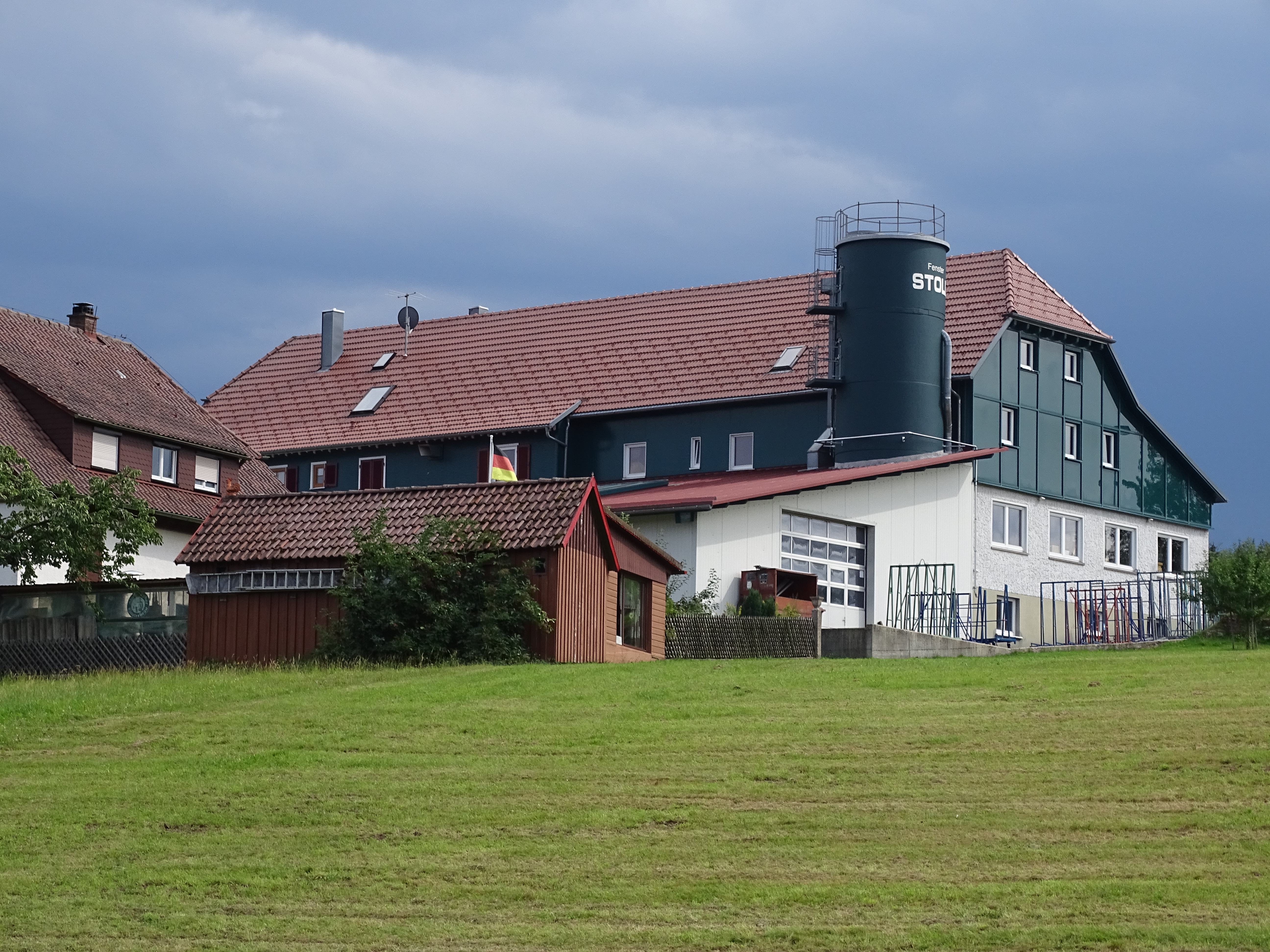
Stoll Fensterbau in Oberkollwangen
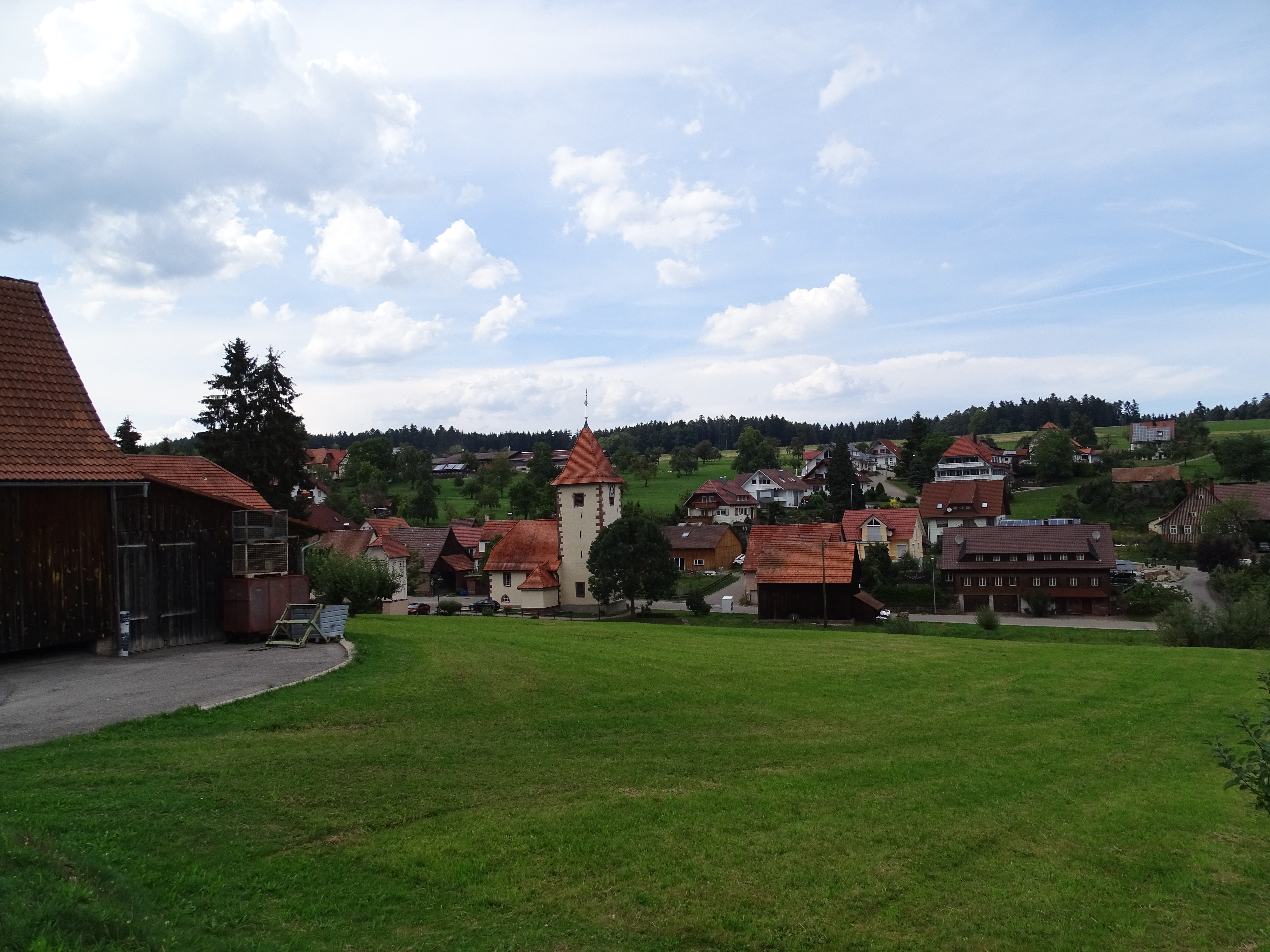
Ortsansicht von Oberkollwangen

## Bevölkerung
Einwohnerzahl:
| Jahr | Einwohner |
| ---- | --------- |
| 1990 | 2.709     |
| 2001 | 3.150     |
| 2011 | 3.122     |
| 2021 | 3.198     |

## Geschichte
Alle Dörfer entstanden wohl im Laufe des 11. Jahrhunderts als Waldhufendörfer. Die für diese Siedlungsform charakteristische Anordnung von Hof, dahinter Felder und dann der Wald, ist heute noch an manchen Stellen erkennbar. Als erstes wurde Gaugenwald im Jahre 1139 urkundlich erwähnt, die erste Nennung der anderen Ortsteile erfolgte meist im 14. Jahrhundert. Zur Geschichte von Neuweiler sind auch die Fautsburg und die heute kommunal zu Bad Wildbad gehörenden Bergorte Aichelberg, Hünerberg, Meistern, Rehmühle und Kälbermühle zu nennen, die bis 1850 Bestandteil des Amtes Neuweiler waren. Auf Grund der vor allem im Winter schwer zu überwindenden Geographie mit dem kleinen Enztal und den Bergen wurde Aichelberg, Hünerberg, Meistern, Rehmühle und Kälbermühle die kommunale Selbständigkeit als Gemeinde Bergorte zugestanden. Später erfolgte die Umbenennung in Gemeinde Aichelberg und 1974 die Eingemeindung zur Stadt Bad Wildbad. Heute präsentiert auch der Fautsburg Rundwanderweg / historische Rundwanderweg Fautsburg neben der Geschichte der Bergorte auch die Geschichte Neuweilers.
Bei der Umsetzung der neuen Verwaltungsgliederung im Königreich Württemberg kamen Agenbach, Breitenberg, Neuweiler, Oberkollwangen und Zwerenberg 1810 zum Oberamt Calw, der Ort Gaugenwald jedoch zum Oberamt Nagold. Bei der Kreisreform während der NS-Zeit in Württemberg 1938 gelangten alle heutigen Teilorte Neuweilers zum Landkreis Calw.
1945 wurde das Gebiet Teil der Französischen Besatzungszone und kam somit zum Nachkriegsland Württemberg-Hohenzollern, welches 1952 im Land Baden-Württemberg aufging.
Am 1. Januar 1975 entstand die Gemeinde Neuweiler in ihrer heutigen Form durch Vereinigung der früheren Gemeinden Agenbach, Breitenberg, Gaugenwald, Neuweiler, Oberkollwangen und Zwerenberg.

## Politik

### Gemeinderat
Der Gemeinderat von Neuweiler wird nach dem Verfahren der Unechten Teilortswahl gewählt, bei der für die einzelnen Ortsteile eine bestimmte Zahl an Gemeinderäten festgelegt wird. Die Hauptsatzung  der Gemeinde Neuweiler sieht 13 Sitze für die sieben Ortsteile vor: davon je zwei für Agenbach und Zwerenberg, drei für Breitenberg und Neuweiler sowie je einen Sitz für Hofstett, Gaugenwald und Oberkollwangen. Bei den letzten drei Kommunalwahlen wurden jeweils von zwei Wählergruppen Kandidaten aufgestellt. Da die Sitzverteilung innerhalb der sieben Wohnbezirke erfolgt, weicht die gewonnene Sitzzahl der Wählergruppen deutlich ab von der Stimmenzahl, welche insgesamt für die Kandidaten der jeweiligen Wahlvorschläge abgegeben wurden.
Kommunalwahl 2024
Die Kommunalwahl am 9. Juni 2024 führte zu folgendem vorläufigen Endergebnis.
| Freie Wähler Union (FWU)    | 49,41 % | 6 Sitze |
| Zukunft für Neuweiler (ZfN) | 44,20 % | 6 Sitze |
| AfD                         | 6,39 %  | 1 Sitz  |

Kommunalwahl 2019
Die Kommunalwahl am 26. Mai 2019 ergab folgende Stimmen- und Sitzverteilung im Gemeinderat:
| Freie Wähler Union (FWU)    | 69,1 % | 8 Sitze |
| Zukunft für Neuweiler (ZfN) | 30,9 % | 6 Sitze |

Kommunalwahlen 2014
Die Kommunalwahl am 24. Mai 2014 ergab folgende Sitzverteilung im Gemeinderat:
| Freie Wähler Union        | 68,3 % | 11 Sitze |
| Alternative für Neuweiler | 31,7 % | 6 Sitze  |

### Bürgermeister
Bürgermeister ist seit 2007 Martin Buchwald. Er wurde im April 2015 und im März 2023 im Amt bestätigt.

### Wappen der Gemeinde Neuweiler
Laut Verleihungsurkunde vom 22. November 1976 führt die Gemeinde Neuweiler ein wie folgt beschriebenes Wappen: „In Gold ein mit dem Mundstück nach links gerichtetes schwarzes Hifthorn mit silbernen Beschlägen und roter Fessel“. Dies war auch das Wappen der Gemeinde Neuweiler in den Grenzen bis 1975.
Die Gemeindefarben sind schwarz-gold.

#### Wappen der ehemaligen Gemeinden
| Agenbach | Breitenberg | Gaugenwald | Oberkollwangen | Zwerenberg |
| -------- | ----------- | ---------- | -------------- | ---------- |

Das Oberkollwanger Wappen war ein nie formell verliehener Entwurf, der zwischen grünen Flächen einen silbern gehaltenen Bach entsprechend der Lage des Dorfes symbolisieren sollte; der Bach bildete einst die Grenze zwischen den Herzogtümern Franken und Alemannen und den Bistümern Speyer und Konstanz.

## Kirchengemeinden
Im Hochmittelalter gehörten die heutigen Teilorte von Neuweiler vor ihrer kirchlichen Selbstständigkeit entweder zu Ebhausen oder zu Effringen. Heute gehören die früher eigenständigen evangelischen Kirchengemeinden der Teilorte zu zwei verschiedenen Kirchengemeinden in Neuweiler: Agenbach, Breitenberg, Neuweiler und Oberkollwangen zur Evangelischen Kirchengemeinde Neuweiler, Gaugenwald und Zwerenberg zur Evangelischen Verbundkirchengemeinde Zwerenberg. Das bis 1850 zum Amt Neuweiler, bis 1973 zur Kommune Neuweiler und bis Ende 2018 zum Kirchenbezirk Calw gehörige Aichelberg mit seiner Jugendstilkirche ist seit 1974 ein Ortsteil der Stadt Bad Wildbad und gehört kirchlich seit dem 1. Januar 2019 zum Kirchenbezirk Neuenbürg.
Die katholischen Christen gehören – je nach Wohn-Ortsteil – zu verschiedenen katholischen Kirchengemeinden in den Nachbarkommunen. Zudem gibt es in Neuweiler eine neuapostolische Kirche.

## Wirtschaft und Infrastruktur

### Ansässige Unternehmen

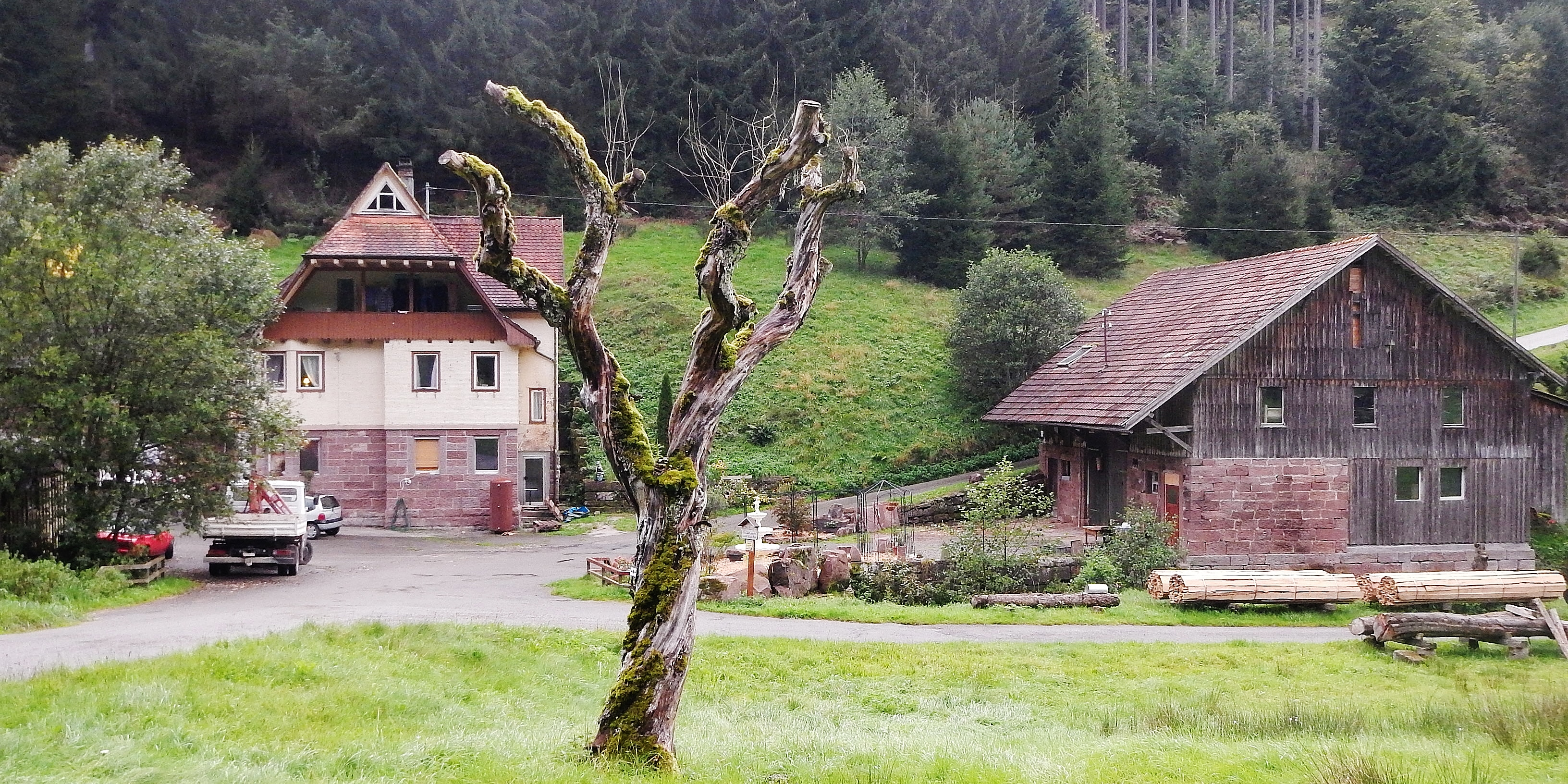
Glasmühle im Teinachtal

Im Gewerbegebiet Neuweiler befinden sich unter anderem Firmen aus den Bereichen Erdwärme (Geothermie), Omnibusverkehr, Getränkehandel, Holzhandel, Möbel/Innenausbau, Chemie, Metall, Automobil bis hin zum Spezialfahrzeugbau etc. Größter Arbeitgeber in der Gemeinde mit mehr als 350 Arbeitsplätzen ist die Firma Veyhl im Ortsteil Zwerenberg, ein Hersteller und Produktentwickler für Komponenten und Baugruppen der Büromöbelindustrie. Rund 650 gewerbliche Arbeitsplätze sind im Gemeindegebiet vorhanden.
In Neuweiler-Breitenberg befindet sich mit der Solarpark GbR die derzeit größte Solaranlage im Nordschwarzwald. Hier wird seit Ende 2005 auf einer Fläche von rund 1,7 ha bzw. einer Kollektorfläche von rund 5.000 m², bei einer Leistung von 940 kWp, Strom für die Versorgung von etwa 350 Haushalten pro Jahr erzeugt.
Ein weiteres Novum war der Erdwärmepark in Neuweiler; ein Baugebiet, in dem ausschließlich Erdwärme zu Zwecken der Gebäudeheizung und -kühlung verwendet wird. Hier soll im Rahmen eines Modellprojekts auch das Heizen bzw. Kühlen der vorhandenen Straßen erstmals in Deutschland umgesetzt werden.

### Hotellerie und Gastronomie
Das bis jetzt einzige zertifizierte Naturparkhotel der Gemeinde Neuweiler im Naturpark Schwarzwald Mitte/Nord ist das Landhotel Talblick und befindet sich seit 1965 in dritter Generation in dem Ortsteil Oberkollwangen. In der Bar „Oberer Wald“ im Hotel werden Bilder gezeigt aus dem Archiv des Ehrenbürgers und ehemaligen Bürgermeisters Hans Schabert.

### Bildung
Neuweiler verfügt mit der Waldschule über eine Grund- und Hauptschule mit Werkrealschule. Die Grundschule bietet ein Betreuungsangebot von 7.30 bis 13.30 Uhr. In den Ortsteilen Neuweiler, Agenbach, Breitenberg und Zwerenberg ist jeweils ein Kindergarten vorhanden. Ergänzt wird das Bildungsangebot durch Kurse der Volkshochschule sowie eine Gemeindebücherei.

## Kultur und Sehenswürdigkeiten

### Evangelische Kirchen
Kirchen, die in Teilen um 500 und mehr Jahre alt sind, stehen in Breitenberg, Gaugenwald, Neuweiler und Oberkollwangen. Einen interessanten Kontrast hierzu bildet die moderne Kirche in Agenbach. In Zwerenberg bewahrt die Kirche des 19. Jahrhunderts noch einen frühen Turmrest.

#### Agenbach

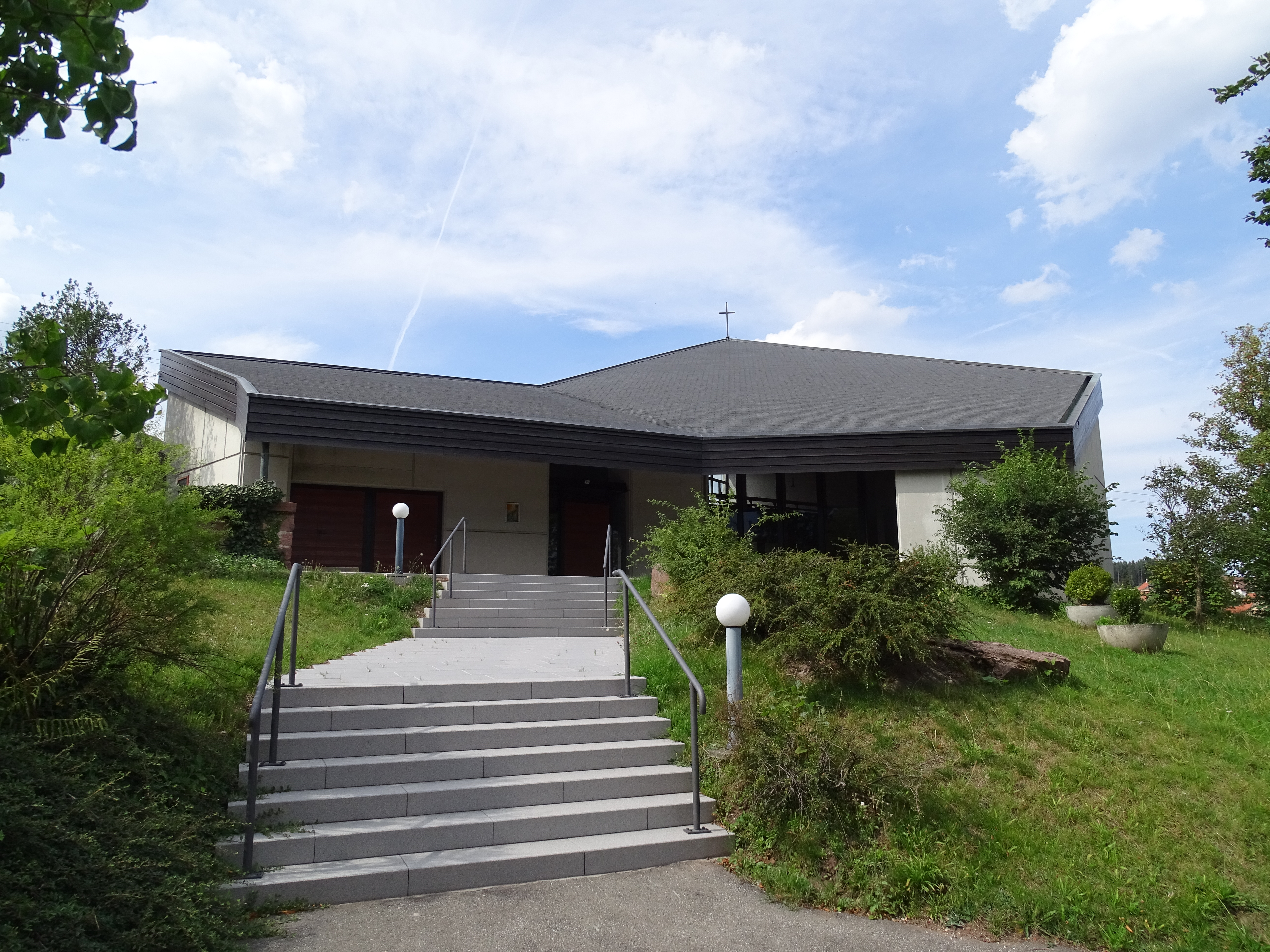
Auferstehungskirche Agenbach, zugleich Aussegnungshalle

Die Agenbacher Auferstehungskirche wurde vom Stuttgarter Architekt Martin Stockburger (1929–2015) entworfen und am 29. Oktober 1967 eingeweiht (Höhe: 12,5 m mit Kreuz). Die bürgerliche Gemeinde unterstützte die Pläne und ließ einen Aufbahrungs- und Geräteraum für den Friedhof mitbauen. Vom Stuttgarter Künstler Wolf-Dieter Kohler wurde 1967 das Beton-Dickglasfenster (Palmsonntags-Motiv: Einzug Jesu auf dem Esel in Jerusalem) und 1974 das schmiedeeiserne Altarwand-Kreuz mit Brot- und Wein-Motiven gestaltet. Die Bet-Glocke (B'-Glocke) wiegt 440 kg und trägt die Inschrift „Alles was Odem hat“. Die zweigestrichene C-Glocke wiegt 310 kg und trägt die Inschrift „Jesus Christus gestern und heute und derselbe auch in Ewigkeit“.

#### Breitenberg

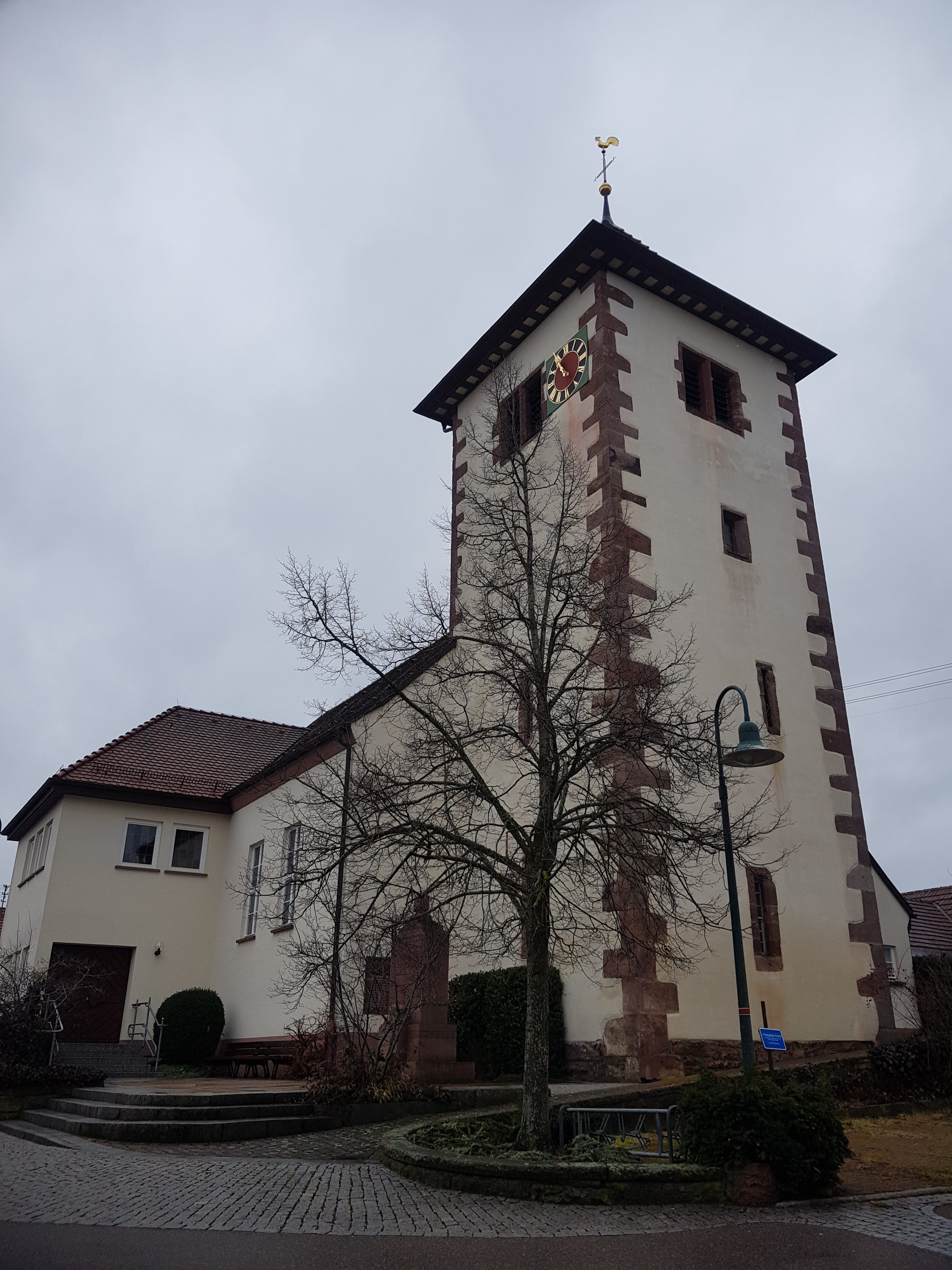
Kirche in Breitenberg

Breitenberg gehörte kirchlich zunächst zu Effringen. 1512 wurde Breitenberg eigene Pfarrei. Die ursprünglich romanische Chorturmkirche wurde später mehrfach verändert.

#### Gaugenwald
Kirchlich gehörte Gaugenwald zunächst zu Ebhausen, 1849 wurde es der Pfarrei Zwerenberg zugeordnet. Die kleinste Dorfkirche Baden-Württembergs, in der regelmäßig ein Gottesdienst stattfindet, wurde 1080 erstmals urkundlich erwähnt. Die einräumige Saalkirche, die sich im Besitz der bürgerlichen Gemeinde befindet, brannte 1688 ab, wurde abgebrochen und durch den heutigen Bau ersetzt.

#### Neuweiler
Die Neuweiler Stephanuskirche wurde in mehreren Bauabschnitten errichtet. Das romanische Tonnengewölbe in der Turmkammer im Erdgeschoss ist die einzige Erinnerung an eine romanische Vorgänger-Kapelle. Sie hatte die typische Lage an einer Wegkreuzung und kann schon gestanden haben, ehe Neuweiler im 11. oder 12. Jahrhundert als Waldhufensiedlung erschlossen wurde. Der Buntsandstein-Turm, der die Kapelle einschließt, ist von seiner Bauart (Zangenlöcher in den sorgfältig herausgearbeiteten Ecksteinen) dem 12. Jahrhundert zuzuordnen. Aus dieser Zeit der gesicherten Besiedlung stammt wohl auch die Reliquien- und Namensgebung der umfriedeten Wehrkirche: Stephanuskirche. Teile des Kirchenschiffs und der gotische Taufstein sind dem 15. oder 16. Jahrhundert zuzuordnen. Die hölzerne Empore im jüngeren Kirchenschiff trägt an einer Hauptsäule die Jahreszahl 1526.
Ein Symbol der zunehmenden geistlichen Selbstständigkeit ist die Vier-Evangelisten-Glocke aus dem Jahre 1456, vom Reutlinger Glockengießer Hans Eger in Cis gegossen. Der heute 33 Meter hohe Turm muss in jenen Tagen noch ohne Dach gewesen sein; die Glocke war an einem im Freien befindlichen Glockenstuhl angebracht, was alte Witterungsspuren verraten. Überdacht wurde der Kirchturm erst in barocker Zeit (Gesamthöhe mit Kirchturmhahn: 36 m).
Mit dem Aufzug des ersten Pfarrers Georg Silber im Jahr 1565 erhielt Neuweiler eine eigene evangelische Pfarrei. Während des Dreißigjährigen Krieges fanden im Jahr 1634 Calwer Bürger vor den kaiserlichen Truppen in Neuweiler Versteck, unter ihnen Johann Valentin Andreae, dem der befreundete Neuweilerer Pfarrer Jeremias Rebstock Asyl gewährte. Das hölzerne, bemalte Epitaph aus dem Jahr 1631 erinnert an Rebstocks im Jahre 1630 verstorbene Frau.
Die Kirchenmauer stammt aus dem Jahr 1822 und ist Umfriedung des Kirchhofs. Die früher vorgebrachte Jahreszahl 1641 ist ein auf dem Kopf eingemauerter Türsturz aus dem Jahre 1792.
1927 wurde das Läutwerk durch Spenden der armen Bevölkerung Hofstetts und Neuweilers – für 13 Jahre – vervollständigt, bis das NS-Regime 1940 die neuen Glocken zu Rüstungszwecken einschmelzen ließ. Die Ersatz-Glocken aus dem Jahre 1949 waren von schlechter Qualität, eine war sogar gesprungen. 1969 wurden die heutigen neuen Glocken zur Todesstunde Jesu gegossen und 1971 im Rahmen einer umfangreichen Außensanierung der Kirche aufgehängt, bei der auch die Turmkugel neu bestückt wurde und der Neuweilerer Hahn um ein geschmiedetes Kreuz erhöht wurde.
Die frühere Südausrichtung der Inneneinrichtung vom Ende des 16. Jahrhunderts hing mit dem nachreformatorischen Gottesdienstverständnis und der neuen Querkirchenkonzeption zusammen: breite Ausrichtung der zahlreichen Hör- und Sitzplätze in möglichst kurzer Distanz zur Kanzel an der südlichen Längsseite. Ihre heutige Innenansicht verdankt die Neuweilerer Kirche der grundlegenden Umgestaltung im Jahr 1955/1956. Der alte Altar, ein mächtiger Felsklotz, ist seither verschollen. Altar, Taufstein und Kanzel wurden von der südlichen Längsseite des Schiffes in den Osten verlegt. Der gotische Taufstein (bis 1955 in der Kirchenmitte) bekam seinen neuen Platz vor dem neuen Tauffenster. Das Chor- und Tauffenster wurden von Wolf-Dieter Kohler künstlerisch gestaltet, ebenso die Kassettendecke. Die Orgel wurde in den Sakristeianbau integriert. Ein dabei freigelegtes romanisches Weihekreuz wurde von Helmuth Uhrig, mit einem Corpus versehen, zum Altarkreuz umgestaltet. 1975 wurde das Holzgetäfer an der Wand angebracht. Die kunstvoll aus Wurzelholz herausgearbeiteten Opferstöcke wurden von Reinhold Kirn entworfen und gefertigt. Aus seiner Hand stammt auch der achteckige Konfirmanden- und Osterkerzenständer.

#### Oberkollwangen
Oberkollwangen gehörte zunächst zu Effringen. Es gab schon in romanischer Zeit eine Filialkirche, die 1411 erstmals erwähnt wurde. 1512 wurde für Breitenberg und Oberkollwangen eine gemeinsame Pfarrei errichtet. Die Kirche in Oberkollwangen wurde den Heiligen Katharina, Barbara und den Zwölf Aposteln geweiht. Seit 1525 wird sie Liebfrauenkirche genannt. Der heutige Bau der Kirche stammt im Wesentlichen von 1595, der Turm ist noch romanisch.

#### Zwerenberg
Kirchlich gehörte Zwerenberg zunächst zu Ebhausen. Seit romanischer Zeit gab es eine eigene Filialkirche. 1489 wurde Zwerenberg selbständige Pfarrei. Der Chorturm der heutigen Kirche stammt in Teilen noch aus dem 12. und 13. Jahrhundert. Die Neubaupläne 1840 vom Calwer Bauinspektor Fischer wurden vom württembergischen Hofbaumeister Gottlob Georg Barth nach dem „Normalplan für vom Staat errichtete Kirchen“ überarbeitet und 1847 im Kameralamtsstil verwirklicht. Die ursprüngliche Kanzelaltarwand wurde nach dem Umbau 1955–1959 frei für das große Wandgemälde von Wolf-Dieter Kohler: In der Mitte das Motiv des Gnadenstuhls (Gottes Hand bietet der Welt das Opfer des Gekreuzigten dar, und die Taube des heiligen Geistes bezeugt die göttliche Sendung Christi). Engelchöre umschweben anbetend die am Kreuz geoffenbarte Gottesliebe. Von unten her erhält das Kreuz Christi Sinn und Deutung für die Geschichte der verlorenen Menschheit. Links ist Versuchung und Fall und damit der Ursprung von Sünde und Tod dargestellt. Im Gegensatz zum Baum der Erkenntnis mit seiner Unheilsfrucht wird das Kreuz Christi als Baum des Lebens gedeutet, und ein Strom lebendigen Wassers fließt von dort dem heilsdurstigen Menschen entgegen. Rechts gegenüber ist Christus mit der Siegesfahne dargestellt, wie er dem Tod die Macht nimmt und wie Michael gegen den Drachen kämpft.

### Heimatmuseum
Das Heimatmuseum Neuweiler, das sich im ehemaligen Rathaus – einem der älteren Fachwerkbauten im Gemeindegebiet – befindet, wird vom Schwarzwaldverein betrieben.

### Markttermine
Viermal im Jahr finden Krämermärkte statt.
- Frühjahrsmarkt: 2. Donnerstag im März
- Sommermarkt: 3. Donnerstag im Juli
- Herbstmarkt: letzter Donnerstag im Oktober
- Weihnachtsmarkt: Samstag vor dem 3. Advent

Events:
- OHC Fest in Oberkollwangen – ein Fest für junge Leute.
- Waldweihnacht in Aichelberg am 24.12. jeden Jahres mit lebender Krippe samt Esel, Schafen und Hirtenfreuer – liegt in Nähe von Neuweiler.

Interessante Wanderrunden:
- Augenblickrunde Altensteig – führt auf die Höhe von Hornberg und auch nach Zwerenberg mit schönen Aussichten[25]
- Augenblickrunde Neuweiler – führt von Agenbach hinab in das Tal der Kleinen Enz zur Fischzucht und an den Fuß der heutigen Bad Wildbader Bergorte Aichelberg, Hünerberg, Meistern und Rehmühle[26]
- Fautsburg – Rundwanderweg rund um die Bergorte.[27] Er verbindet mehrere Orte in der Region über deren Geschichte.
- Rundwanderweg Zwerenberger Dorfgeschichte(n) von Tüftlern und Templern
- Brunnenwanderung

## Persönlichkeiten

### Ehrenbürger
- Hans Schabert (* 1947 in Pforzheim), Bürgermeister von 1972 bis 2007, Mitglied im Kreistag und Regionalrat, 1989 bis 2007 Vorsitzender des Zweckverbands Schwarzwaldwasserversorgung[28]

### Berühmte Söhne und Töchter Neuweilers

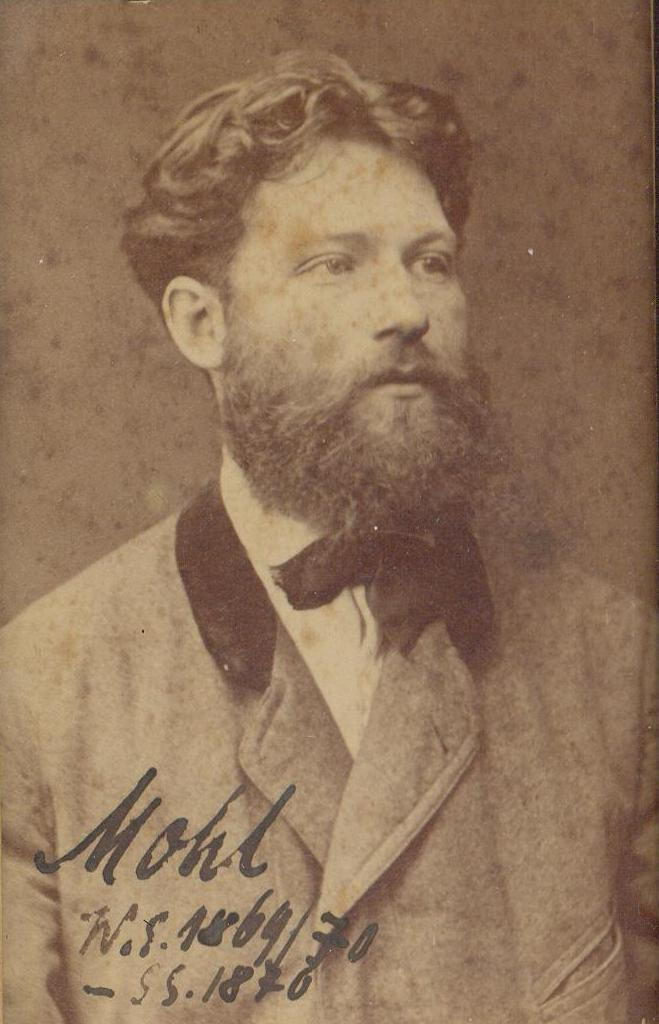
Ernst von Mohl als Student

- Christoph Zeller (* 15. März 1605 in Breitenberg; † 27. Juli 1669 in Denkendorf), herausragender Theologe, Hofprediger und Landespolitiker, der sich nach dem Dreißigjährigen Krieg als Nachfolger Andreäs und Vertrauter von Herzog Eberhard III. besonders um den Aufbau des Schulwesens in Württemberg Verdienste erwarb; Ur-Ur-Ur-Urgroßvater des im 19. Jahrhundert wirkenden Nagolder Wohltäters, Apothekers und Universalgelehrten Dr. Gottlieb Heinrich Zeller.
- Friedrich Keller (1838–1913), führender Templer und deutscher Vizekonsul in Haifa.
- Johannes Seitz (1839–1922), Evangelist der Gemeinschaftsbewegung, Gründer der Evangelischen Karmelmission
- Ernst von Mohl (1849–1929), Philologe und Professor
- Friedrich Rupps (1894–1969), Politiker (CDU), Landtagsabgeordneter
- Gottlieb Hennefarth (1897–1976), geboren in Zwerenberg, Landtagsabgeordneter
- Werner Leins (1912–1994), geboren in Zwerenberg, Bauingenieur und Hochschullehrer
- Dominik Stricker (* 1993), Schauspieler, Model, Moderator, Fußballspieler (FC Neuweiler)

Zuflucht in Neuweiler und den damaligen Teilen des Amtes – Sicherheit im Oberen Wald
- Johann Valentin Andreä (Flucht aus Calw über Neuweiler nach Aichelberg – der reichste Aichelberger Bauer wurde zur Strafe samt Familie und Hof verbrannt. Ein Grabstein eines Kindes von Johann Valentin Andreä findet sich noch heute in Neuweiler auf dem dortigen Kirchhof.)
- Graf Johann von Helfenstein (Flucht aus Straßburg auf die Fautsburg – Flucht auf Grund der Kritik am Lebenswandel der Straßburger Kirchenfunktionären notwendig)
- Johannes Brenz (Flucht nach Hornberg, anschließend Lehensnehmer der Fautsburg / ist berühmter württembergischer Kirchenreformator und musste aus Schwäbisch Hall fliehen)